# Plouharnel
Plouharnel (tiếng Breton: Plouharnel) là một xã ở tỉnh Morbihan trong vùng Bretagne tây bắc Pháp. Xã này có diện tích 18,32 km², dân số năm 1999 là 1700 người. Khu vực này có độ cao từ 0-33 mét trên mực nước biển.
Cư dân của Plouharnel danh xưng trong tiếng Pháp là Plouharnelais.